# Kotazaur
Kotazaur (Kotasaurus) – rodzaj wczesnojurajskiego prymitywnego zauropoda.

## Nazwa
Kotasaurus oznacza jaszczur z formacji Kota. Epitet gatunkowy gatunku typowego yamanpalliensis także wziął nazwę od miejsca odnalezienia.

## Wielkość
- Długość: 9m

## Pożywienie
rośliny

## Występowanie
Zamieszkiwał tereny dzisiejszych Indii 208–188 mln lat temu, we wczesnej jurze.

## Odkrycie
Szczątki znaleziono w 1988 roku w okolicy Yemanapalli, w indyjskim Andhra Pradesh. Nigdy nie odnaleziono kompletnego szkieletu.

## Opis
Średniej wielkości jak na dinozaura, mniejszy od większości swych późniejszych krewniaków, zauropodów. Czworonożny, długie ogon i szyja. Pewne cechy charakterystyczne dla prozauropodów (m.in. w budowie bioder).

## Systematyka
Jest to bardzo wczesny przedstawiciel zauropodów (Sauropoda), bliżej niż większość z nich spokrewniony z prozauropodami (Prosauropoda). Podobnie jak w przypadku innych wczesnych stadiów (skutellozaur, Liaoceratops), klasyfikacja sprawia pewne trudności, nie jest na razie jednoznaczna.